# Laringa fruhstorferii
Laringa fruhstorferii är en fjärilsart som beskrevs av Nicéville 1895. Laringa fruhstorferii ingår i släktet Laringa och familjen praktfjärilar. Inga underarter finns listade i Catalogue of Life.